# 満島みなみ
満島 みなみ（みつしま みなみ、1991年1月28日 - ）は、日本のモデル。モデルエージェンシー「AMAZONE（アマゾーヌ）」に所属。
沖縄県出身。日本体育大学体育学部卒。姉は満島ひかり、兄は満島真之介、弟は満島光太郎。

## 略歴
両親とも中学の体育教師で、父は沖縄市立コザ中学校のバスケットボール部顧問で全国優勝時に監督だった満島恵作、というスポーツ一家に育つ。
幼い頃から野球、水泳、陸上に親しみ、小5からはバスケットボールに打ち込む。もともとは両親と同じように学校の先生になるか、スポーツトレーナーになろうと考えており、日本体育大学体育学部に進学。大学時代はずっと「バスケ漬け」の日々を送っていた。日体大のレギュラーメンバー（公式登録メンバー）として大学対抗戦（リーグ戦）などの大会にも出場した。体育教員免許状取得。
モデルを始めたのは、大学時代に知り合いの紹介でカタログの仕事をしたのがきっかけ。

## 人物
- 姉、兄、本人、弟の4人姉弟[要出典]。姉には「みーみ」と呼ばれている[要出典]。
- 姉のひかり、兄の真之介の助言等から2015年に一般男性と結婚し、2016年に子供を出産。
- 父方の祖父はイタリア系アメリカ人。

## 活動

### 広告
- ラゾーナ川崎
- メルシャン
- Starbucks
- UNITED ARROWS
- 45RPM
- ほぼ日（ほぼ日刊イトイ新聞）
- adidas
- Ne・net
- Kate Spade Saturday
- KBF
- URBAN RESEARCH
- ANREALAGE
- SUZUKI TAKAYUKI
- CASUCA
- NEPENTHES
- THE NORTH FACE
- KOKUYO
- point LEPSIM
- TiCTAC
- 靴下屋
- THEATRE PRODUCTS
- FRAMeWORK
- Adieu Tristesse
- marble sud
- FilMelange
- NOOK STORE
- SPOLOGUM
- mjuka
- 伊勢丹
- 西武鉄道

### 雑誌
- GINZA（マガジンハウス）
- 装苑（文化出版局）
- クウネル（マガジンハウス）
- kiitos（三栄書房）
- ONKUL（三栄書房）
- リンネル（宝島社）
- 天然生活（地球丸）
- vikka（三栄書房）
- .fatale（株式会社ハニカム） - Webマガジン
- 花椿（資生堂）
- LaLa Begin（世界文化社）
- STUDIO VOICE
- FRaU（講談社）
- mark（講談社）
- ecocolo（株式会社エスプレ）
- WWDbeauty（株式会社 INFASパブリケーションズ）
- Modern Matter（UK）
- murmur magazine（エムエム・ブックス）
- FUDGEネイルBOOK（三栄書房）
- MEN'S NON-NO（集英社）

### 書籍
- 10FACES 02（ダブル） - ポートレート集[2]

### ショー
- ANREALAGE
- Ne・net
- Starbucks Summer Party 2015 （2015年4月14日）[3]